# Herðubreiðarlindir

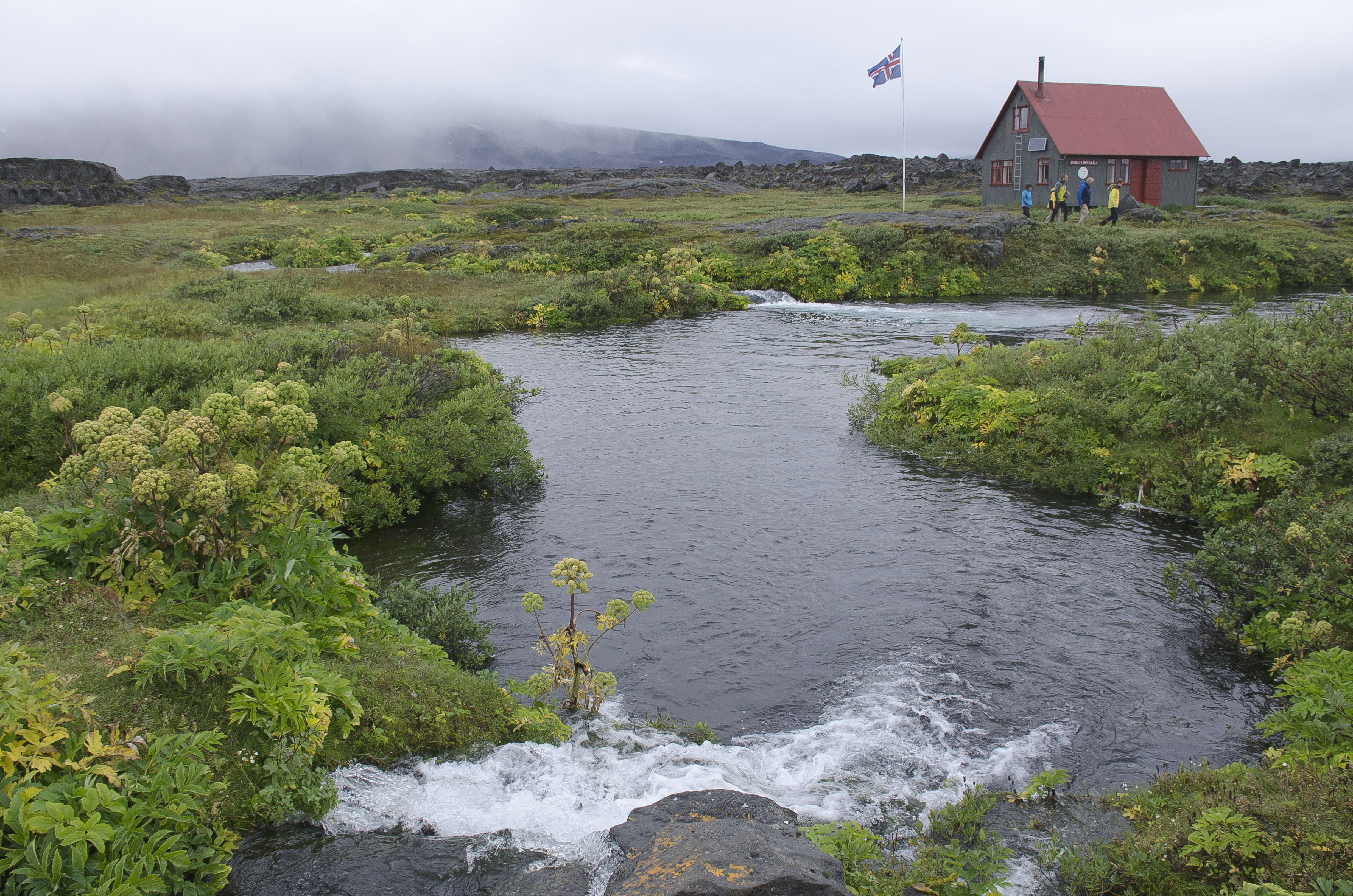
Herðubreiðarlindir mit der Þorsteinsskáli

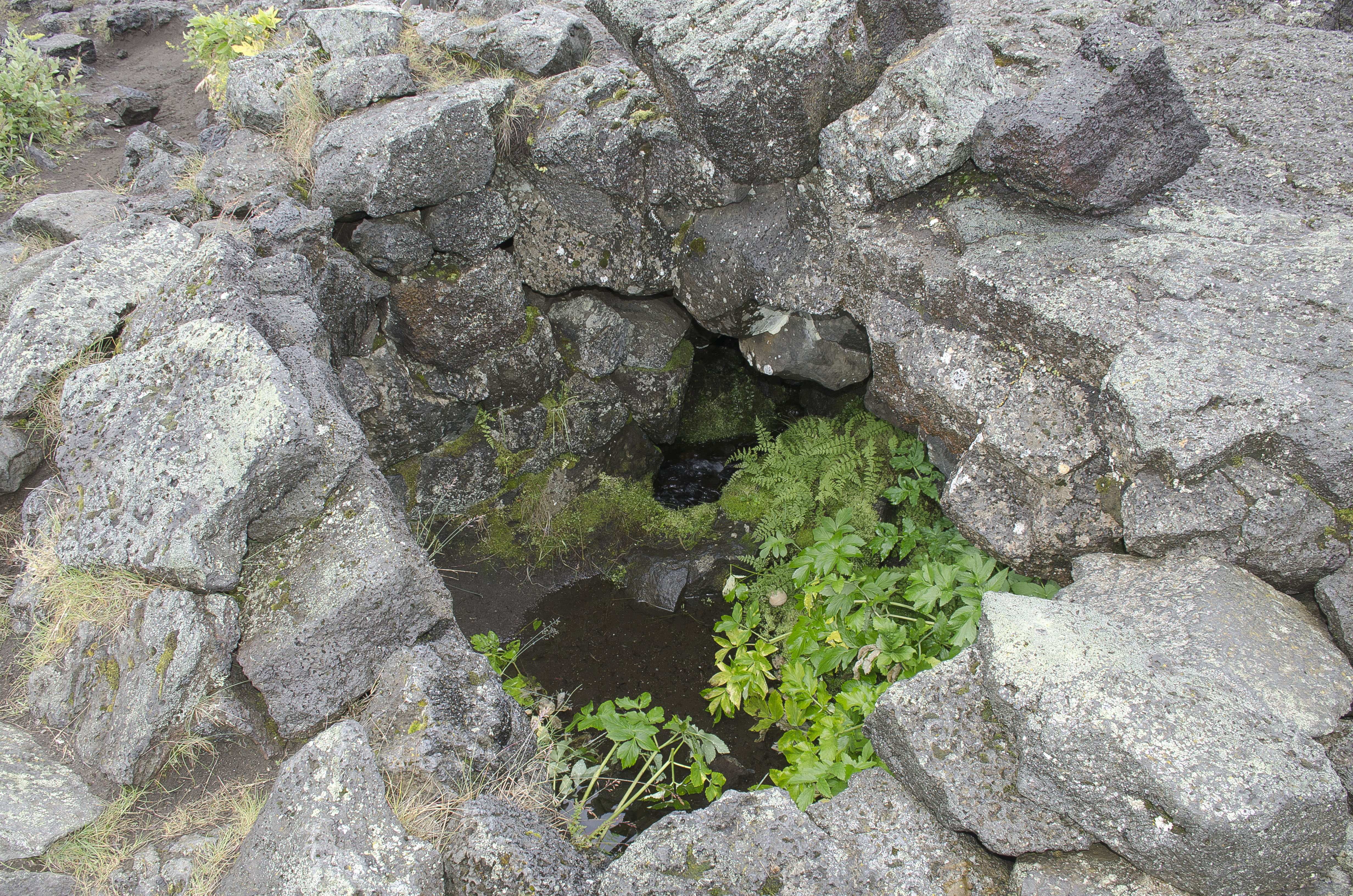
Unterschlupf des Fjalla-Eyvindur

Die Herðubreiðarlindir (isl. Herðubreiðquellen) sind eine Oase im Nordosten von Island in der Gemeinde Þingeyjarsveit.
Sie liegen im Lavafeld Ódáðahraun etwa 5 km östlich des namensgebenden Tafelvulkans Herðubreið. 
Die Quellen hier sammeln sich in der Lindaá  (isl. Quellenfluss), die dann in die  Jökulsá á Fjöllum mündet. 
Seit 1974 stehen die Herðubreiðarlindir unter Naturschutz. 
Sie liegen nördlich vom größten Gebiet des Vatnajökull-Nationalparks, gehören aber selber nicht dazu. 
Der Ferðafélag Akureyrar legte zunächst die Piste an, die dann zur Öskjuleið  wurde. 
Das ist die Hochlandpiste von der Ringstraße zur Askja im Hochland. 
Zwischen 1958 und 1960 errichtete der Ferðafélag Akureyrar die Hütte Þorsteinsskáli und betreibt sie bis heute.
Etwa 100 m neben der Hütte soll im 18. Jahrhundert zeitweise Fjalla-Eyvindur gelebt haben. 
Er war der bekannteste Geächtete Islands und errichtete seinen Unterschlupf über einer kleinen Quelle.